# Windowbox

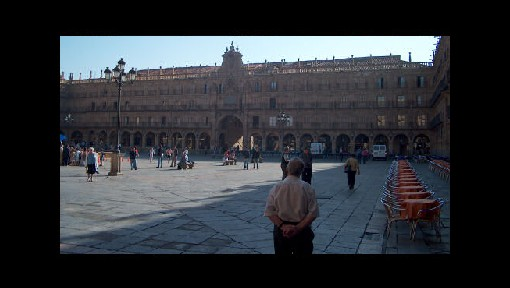
Ejemplo de imagen con windowbox, (de 16:9 a 4:3 a 16:9).

El windowbox (también llamado "gutterboxing", o "matchboxing") es un hecho o proceso que tiene lugar en la pantalla de cine o de vídeo y se produce cuando se transfieren a pantallas panorámicas o anchas películas que no han sido rodadas para ser transmitidas en estas, y es necesario aplicar letterboxing y pillarboxing simultáneamente.
Es decir, este término es el equivalente en las cuatro direcciones del letterbox y el pillarbox, la transmisión de una película a otro formato utilizando barras negras (mattes) a las partes laterales y también a las inferiores y superiores, para no perder la relación de aspecto de la imagen original.

## Descripción y funcionamiento
A veces, por accidente o como parte del diseño, una imagen de relación estándar se presenta a la parte central de una imagen con letterbox (o viceversa), el que genera un matte negro alrededor. Raramente la imagen será "windowboxeada" de forma intencionada, puesto que es un formato bastante rechazado por parte del espectador, ya que malgasta mucho de espacio en la pantalla y reduce la resolución de la imagen original. Originalmente, se empezó a implantar este recurso para las secuencias de crédito de las películas en formato 4:3, donde el texto se podía extender hasta los costados de la imagen, pero fue adaptado gradualmente hasta, en muchas ocasiones, ser utilizado durante el transcurso del mismo film. Puede ocurrir cuando una película de formato 16:9 se ajusta a la relación de aspecto 4:3 (letterbox), pero después se muestra en un televisor de 16:9 u otro dispositivo de salida. También puede ocurrir en la dirección opuesta (4:3 a 16:9 a 4: 3).  Pocas películas han sido estrenadas con esta relación de aspecto debido de a los inconvenientes denominados anteriormente. Un ejemplo sería "The Crocodile Hunter: Collision Course", la cual contenía numerosas escenas donde Steve Irwin y su mujer utilizaban este recurso.

## Argumentos a favor y en contra del Windowbox
A menudo los críticos argumentan que el Windowboxing es innecesario debido a que la pérdida de imagen causada por overscan es casi insignificante. Por otra parte, para los que miran películas en los monitores de la computadora o en los nuevos televisores, que tienen poco o ningún overscan, sus bordes negros alrededor de los cuatro lados de la imagen son visibles, encogiendo eficazmente la imagen en esas exhibiciones. El Windowboxing también reduce la cantidad total de resolución que la imagen de barras laterales usa efectivamente, pero los defensores del proceso argumentan que la resolución perdida es insignificante. 
Los defensores también sostienen que la prevalencia de las secuencias de crédito que se están mostrando en los DVD's recientes sugiere una progresión natural hacia la presentación completa, al igual que las presentaciones en pantalla ancha. Sin embargo, el Letterboxing nunca aseguró que el televisor estaba mostrando la imagen completa, sólo que estaba presente en la señal, mientras que el realce anamórfico en los DVD fue diseñado para maximizar la resolución utilizada por las películas de pantalla ancha en el formato, de nuevo sin compensación por overscan.
Los defensores argumentan que el método tradicional de recortar películas de relación de aspecto de 1,37: 1 para rellenar la proporción 4: 3 (1,33: 1) de vídeo de definición estándar hace que la información visual, por insignificante que sea, se pierda permanentemente de la película. Sin embargo, los críticos señalan que esta situación se puede remediar con la creación de una imagen en formato 1.37: 1 en lugar de optar por Windowboxing, mientras que las imágenes en ventanas a menudo siguen en una relación de aspecto 4: 3, lo que significa que la información de la imagen perdida no fue restaurada por el proceso. Además, el vídeo DVD tiene una resolución ligeramente más horizontal que el vídeo analógico, lo que le da una relación de aspecto eficaz de 1.38: 1, lo que permite almacenar una imagen casi en pantalla completa 1.37: 1 sin recorte, aunque esta información adicional de imagen puede ser correctamente indicada dependiendo del equipo utilizado. 
El uso de Windowboxing de 4:3 en video dependerá de si el problema del overscan se soluciona mejor a través de hardware (a través del uso de equipos más nuevos, en detrimento de aquellos con pantallas más antiguas) o mediante software (mediante el uso de Windowboxing, en detrimento de aquellos con pantallas más nuevas).